# Heterothele gabonensis
Heterothele gabonensis är en spindelart som först beskrevs av Lucas 1858.  Heterothele gabonensis ingår i släktet Heterothele och familjen fågelspindlar.
Artens utbredningsområde är Gabon. Inga underarter finns listade i Catalogue of Life.